# José de Andía y Varela
Pour les articles homonymes, voir Andia.
José de Andía y Varela, né en 1730 dans la province de Biscaye en Espagne et mort en ?, est un navigateur et explorateur basque espagnol.

## Biographie
D'origine basque, José Ramón de Andía y Varela Zamorategui est envoyé par le vice-roi du Pérou Manuel de Amat y Junyent dans le Pacifique Sud pour tenter de contrebalancer l'influence française et anglaise en Polynésie à la suite des premiers voyages de son compatriote Domingo de Boenechea qu'il accompagne dans son troisième voyage vers Tahiti parti de Callao le 20 septembre 1774. Il aborde, à la suite de James Cook en 1773 et quelques jours avant Boenechea, les atolls de Makatea et d'Amanu à la fin octobre 1774,.
Il est le père du peintre et sculpteur Ignacio Andía y Varela (1757-1822).